# Euastacus
Euastacus é um gênero de lagostim-de-água-doce conhecido como "lagostim espinhoso". Eles são encontrados no sudeste do continente australiano, junto com outro gênero de lagostins, o Cherax. Ambos os gêneros são membros da família Parastacidae, uma família de lagostins-de-água-doce restrita ao hemisfério sul.

## Espécies
Das cinquenta espécies do gênero Euastacus, dezessete estão na Lista Vermelha da IUCN como criticamente ameaçadas (CR), 17 estão ameaçadas (EN), 5 vulneráveis (VU), 1 quase ameaçadas (NT), 8 menos preocupantes (LC) e 1 é deficiente em dados (DD):
- Euastacus armatus (Von Martens, 1866) [3]
- Euastacus australasiensis (H. Milne-Edwards, 1837) [4]
- Euastacus balanesis Morgan, 1988 [5]
- Euastacus bidawalis Morgan, 1986 [6]
- Euastacus bindal Morgan, 1989 [7]
- Euastacus bispinosus Clark, 1936 [8]
- Euastacus brachythorax Riek, 1969 [9]
- Euastacus clarkae Morgan, 1997 [10]
- Euastacus claytoni Riek, 1969 [11]
- Euastacus crassus Riek, 1969 [12]
- Euastacus dalagarbe Coughran, 2005 [13]
- Euastacus dangadi Morgan, 1997 [14]
- Euastacus diharawalus Morgan, 1997 [15]
- Euastacus diversus Riek, 1969 [16]
- Euastacus eungella Morgan, 1988 [17]
- Euastacus fleckeri (Watson, 1953) [18]
- Euastacus gamilaroi Morgan, 1997 [19]
- Euastacus girurmulayn Coughran, 2005 [20]
- Euastacus gumar Morgan, 1997 [21]
- Euastacus guruhgi Coughran, 2005 [22]
- Euastacus guwinus Morgan, 1997 [23]
- Euastacus hirsutus (McCulloch, 1917) [24]
- Euastacus hystricosus Riek, 1951 [25]
- Euastacus jagabar Coughran, 2005 [26]
- Euastacus jagara Morgan, 1988 [27]
- Euastacus kershawi Smith, 1912 [28]
- Euastacus maccai McCormack & Coughran, 2008 [29]
- Euastacus maidae (Riek, 1956) [30]
- Euastacus mirangudjin Coughran, 2002 [31]
- Euastacus monteithorum Morgan, 1989 [32]
- Euastacus morgani Coughran & McCormack, 2011
- Euastacus neodiversus Riek, 1969 [33]
- Euastacus neohirsutus Riek, 1956 [34]
- Euastacus pilosus Coughran & Leckie, 2007 [35]
- Euastacus polysetosus Riek, 1951 [36]
- Euastacus reductus Riek, 1969 [37]
- Euastacus rieki Morgan, 1997 [38]
- Euastacus robertsi Monroe, 1977 [39]
- Euastacus setosus (Riek, 1956) [40]
- Euastacus simplex Riek, 1956 [41]
- Euastacus spinichelatus Morgan, 1997 [42]
- Euastacus spinifer (Heller, 1865) [43]
- Euastacus sulcatus Riek, 1951 [44]
- Euastacus suttoni Clark, 1941 [45]
- Euastacus urospinosus (Riek, 1956) [46]
- Euastacus valentulus Riek, 1951 [47]
- Euastacus wiowuru Morgan, 1986 [48]
- Euastacus yanga Morgan, 1997 [49]
- Euastacus yarraensis (McCoy, 1888) [50]
- Euastacus yigara Short & Davie, 1993 [51]